# 시소 메커니즘
입자물리학의 대통일 이론에서, 특히 중성미자 질량 및 중성미자 진동 이론에서, 시소 메커니즘(영어: Seesaw mechanism)은 관측된 중성미자 질량(약 전자볼트 단위)이 수백만 배 더 무거운 쿼크 및 대전 렙톤의 질량과 비교하여 상대적인 크기를 이해하는 데 사용되는 일반적인 모델이다. 시소 메커니즘이라는 이름은 1981년 도쿄 회의에서 야나기다 쓰토무가 붙였다.
각각 표준 모형을 확장하는 여러 유형의 모델이 있다. 가장 간단한 버전인 "유형 1"은 전기·약 작용에 불활성인 두 개 이상의 추가적인 오른손잡이 중성미자 필드를 가정하여 표준 모형을 확장한다. 그리고 매우 큰 질량 척도의 존재를 가정한다. 이는 질량 척도를 가정된 대통일 척도와 동일시할 수 있게 한다.

## 유형 1 시소
이 모델은 알려진 세 가지 중성미자 맛깔 각각에 대해 가벼운 중성미자와, 아직 관측되지 않은 각 맛깔에 해당하는 매우 무거운 중성미자를 생성한다.
시소 메커니즘의 간단한 수학적 원리는 다음과 같은 형태의 2×2 행렬에 대한 속성이다.
{\displaystyle A={\begin{pmatrix}0&M\\M&B\end{pmatrix}}.}
이는 두 개의 고유값을 갖는다.
{\displaystyle \lambda _{(+)}={\frac {B+{\sqrt {B^{2}+4M^{2}}}}{2}},}
그리고
{\displaystyle \lambda _{(-)}={\frac {B-{\sqrt {B^{2}+4M^{2}}}}{2}}.}
{\displaystyle \lambda _{(+)}}와 {\displaystyle \lambda _{(-)}}의 기하 평균은 {\displaystyle \left|M\right|}과 같다. 이는 행렬식 {\displaystyle \lambda _{(+)}\;\lambda _{(-)}=-M^{2}}이기 때문이다.
따라서 한 고유값이 올라가면 다른 고유값은 내려가고 그 반대도 마찬가지이다. 이것이 이 메커니즘의 "시소"라는 이름이 붙은 이유이다.
이 모델을 중성미자에 적용할 때, {\displaystyle B}는 {\displaystyle M.}보다 훨씬 크다고 가정한다.
그러면 더 큰 고유값인 {\displaystyle \lambda _{(+)},}는 대략 {\displaystyle B,}와 같고, 더 작은 고유값은 대략적으로 다음과 같다.
{\displaystyle \lambda _{-}\approx -{\frac {M^{2}}{B}}.}
이 메커니즘은 중성미자 질량이 왜 그렇게 작은지 설명하는 데 도움이 된다.
행렬 A는 본질적으로 중성미자를 위한 질량 행렬이다. 마요라나 질량 성분 {\displaystyle B}는 GUT 척도와 비슷하며 렙톤 수 보존을 위반한다. 반면 디랙 질량 성분 {\displaystyle M}은 훨씬 작은 전기·약 작용 척도, 즉 아래에서 VEV 또는 진공 기댓값이라고 불리는 것의 크기이다. 더 작은 고유값 {\displaystyle \lambda _{(-)}}는 약 1 eV와 비슷한 매우 작은 중성미자 질량을 유도하는데, 이는 실험과 정성적으로 일치하며 때로는 대통일 이론의 틀에 대한 지지 증거로 간주된다.

## 배경
2×2 행렬 A는 표준 모형의 게이지 불변성에 의해 허용되는 가장 일반적인 질량 행렬과 렙톤 및 중성미자 장의 해당 전하를 고려함으로써 표준 모형 내에서 자연스럽게 발생한다.
바일 스피너의 중성미자 부분을 {\displaystyle \chi ,} 즉 왼손잡이 렙톤 약한 아이소스핀 이중항의 일부라고 부르자. 다른 부분은 왼손잡이 대전 렙톤 {\displaystyle \ell ,}이다.
{\displaystyle L={\begin{pmatrix}\chi \\\ell \end{pmatrix}},}
이는 중성미자 질량이 생략된 최소 표준 모형에 존재하며, {\displaystyle \eta }는 약한 아이소스핀에 대해 단일항인 가설적인 오른손잡이 중성미자 바일 스피너라고 하자. 즉, 비활성 중성미자와 같이 약하게 상호작용하지 않는 중성미자이다.
이제 로런츠 공변 질량 항을 형성하는 세 가지 방법이 있으며, 각각 다음을 제공한다.
{\displaystyle {\tfrac {1}{2}}\,B'\,\chi ^{\alpha }\chi _{\alpha }\,,\quad {\frac {1}{2}}\,B\,\eta ^{\alpha }\eta _{\alpha }\,,\quad \mathrm {or} \quad M\,\eta ^{\alpha }\chi _{\alpha }\,,}
및 그 켤레 복소수를 이차 형식으로 쓸 수 있다.
{\displaystyle {\frac {1}{2}}\,{\begin{pmatrix}\chi &\eta \end{pmatrix}}{\begin{pmatrix}B'&M\\M&B\end{pmatrix}}{\begin{pmatrix}\chi \\\eta \end{pmatrix}}.}
오른손잡이 중성미자 스피너는 모든 표준 모형 게이지 대칭에 대해 비전하를 띠므로, B는 원칙적으로 어떤 임의의 값도 취할 수 있는 자유 매개변수이다.
매개변수 M은 전기·약 게이지 대칭에 의해 금지되며, 대전 렙톤의 디랙 질량처럼 힉스 메커니즘에 의해 대칭이 자발적으로 깨진 후에만 나타날 수 있다. 특히, χ ∈ L이 힉스 장 H처럼 약한 아이소스핀 ⁠1/2⁠을 가지고 있고, {\displaystyle \eta }가 약한 아이소스핀 0을 가지고 있으므로, 질량 매개변수 M은 기존의 표준 모형 방식에 따라 힉스 장과의 유카와 상호작용으로부터 생성될 수 있다.
{\displaystyle {\mathcal {L}}_{yuk}=y\,\eta L\epsilon H^{*}+...}
이는 M이 표준 모형 힉스 장의 진공 기댓값의 크기와 자연스럽게 일치함을 의미한다.
진공 기댓값(VEV){\displaystyle \quad v\;\approx \;\mathrm {246\;GeV} ,\qquad \qquad |\langle H\rangle |\;=\;v/{\sqrt {2}}}
{\displaystyle M_{t}={\mathcal {O}}\left(v/{\sqrt {2}}\right)\;\approx \;\mathrm {174\;GeV} ,}
만약 무차원 유카와 결합이 {\displaystyle y\approx 1} 정도의 크기라면 말이다. 이는 일관성 있게 더 작게 선택될 수 있지만, 극단적인 값 {\displaystyle y\gg 1}은 모델을 비섭동적으로 만들 수 있다.
반면에 매개변수 {\displaystyle B'}는 금지되는데, 이 이중항 성분을 사용하여 약한 초전하 및 아이소스핀 하에서 재규격화 가능 단일항을 형성할 수 없기 때문이다. 오직 비재규격화 가능한 차원 5 항만 허용된다. 이것이 "유형 1" 시소 메커니즘 내에서 질량 행렬 {\displaystyle A}의 스케일 패턴과 계층의 기원이다.
B의 큰 크기는 대통일 이론의 맥락에서 설명될 수 있다. 이러한 모델에서는 확장된 게이지 대칭이 존재할 수 있으며, 이는 초기에는 깨지지 않은 상에서 {\displaystyle B=0}을 강제하지만, 자발 대칭 깨짐 척도 근처에서 큰 비영(non-vanishing) 값 {\displaystyle B\approx M_{\mathsf {GUT}}\approx \mathrm {10^{15}~GeV} ,}를 생성한다. 따라서 {\displaystyle M\approx \mathrm {100\;GeV} }인 질량이 주어지면 {\displaystyle \lambda _{(-)}\;\approx \;\mathrm {0.01\;eV} .}이 된다. 따라서 거대한 스케일이 고유벡터 {\displaystyle \nu \approx \chi -{\frac {\;M\;}{B}}\eta .}에 대해 극히 작은 중성미자 질량을 유도한 것이다.

## 같이 보기
- 마요론
- 스피너

## 내용주
1. ↑  오른손잡이 중성미자가 하나만 있어도 두 개의 낮은 질량 중성미자를 생성할 수 있지만, 그 결과 질량 스펙트럼은 일반적으로 타당하지 않다.